# Domenico Antonio Sonni
Domenico Antonio Sonni (Falerna, 12 giugno 1758 – Napoli, 4 febbraio 1840) è stato un religioso, matematico e politico italiano.

## Biografia
Nacque a Falerna, nella provincia di Calabria Ulteriore, da Giovanni Sonni e Caterina Trunzo.
Fu avviato alla carriera ecclesiastica dallo zio, padre Antonio Sonni, illustre cappuccino, guardiano del convento dei cappuccini di Nocera Terinese. Fu ordinato nel 1784 presso il seminario di Tropea, nominato dal vescovo Felice Paù, in carica dal 1751.
Trasferitosi a Napoli, capitale del Regno, nel 1785, studiò e si laureò in matematica, fisica e filosofia sotto la guida dell'illustre professore Marzucca. Quando questi morì, fu chiamato a sostituirlo nelle medesime cattedre con Real dispaccio datato 29 luglio 1792.
Fu incaricato quale professore di matematica, presso la Reale Accademia Militare "Nunziatella", con Real decreto del 1º dicembre 1802); poi, come Regio Revisore dei libri da stamparsi; esaminatore dei Tavolari del Sacro Regio Consiglio e degli Ingegneri Camerali (1803); professore trattista ed esaminatore della Reale Accademia delle Guardie Marine (a partire dal 24 novembre 1806); esaminatore dei libri della Biblioteca Sanseverino (dal 19 marzo 1807); componente della Gran Commissione per la Statistica generale del Regno (dal 17 dicembre 1808); socio residente del Reale Istituto d'Incoraggiamento e dell'Accademia Pontaniana (11 luglio 1809).
Nel 1820 si dedicò alla politica e fu eletto deputato per la provincia di Calabria Ulteriore II. Morì a Napoli in via Toledo, davanti alla chiesa di San Nicola alla Carità, per un colpo apoplettico.